# Oroszlányi kistérség

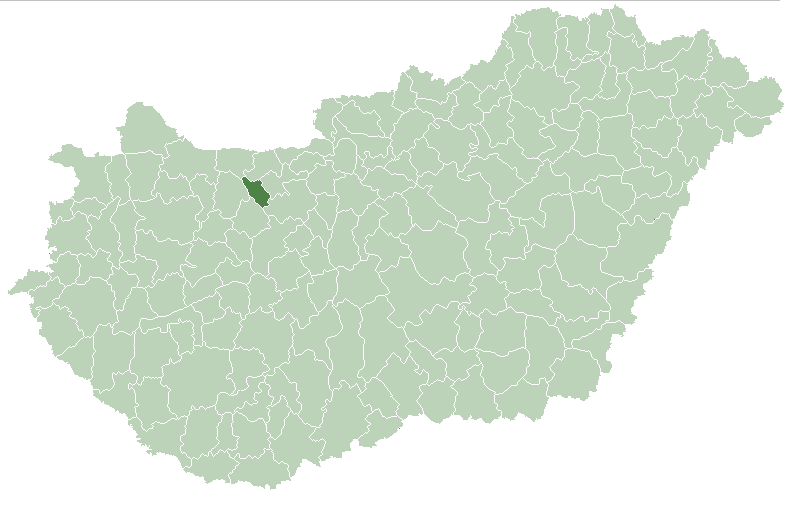
Az Oroszlányi kistérség

Az Oroszlányi kistérség egy kistérség volt Komárom-Esztergom megyében, központja Oroszlány volt. 2014-ben az összes többi kistérséggel együtt megszűnt.

## Települései
| Bokod     | Dad | Kecskéd | Kömlőd | Oroszlány |
| Szákszend |     |         |        |           |